# Muret-et-Crouttes
 Muret-et-Crouttes  es una población y comuna francesa, en la región de Picardía, departamento de Aisne, en el distrito de Soissons y cantón de Oulchy-le-Château.

## Demografía
| 142 | 240 | 273 | 302 | 361 | 347 | 318 | 317 | 286 | 309 | 283 | 265 | 257 | 238 | 213 | 195 | 206 | 221 | 236 | 247 | 192 | 246 | 190 | 177 | 129 | 155 | 144 | 139 | 93 | 80 | 88 | 100 | 135 |
| Para los censos de 1962 a 1999 la población legal corresponde a la población sin duplicidades (Fuente: INSEE [Consultar]) |     |     |     |     |     |     |     |     |     |     |     |     |     |     |     |     |     |     |     |     |     |     |     |     |     |     |     |    |    |    |     |     |